# Prosten Silvius stiftelse
Prosten Silvius stiftelse utgörs av tre byggnader (skola, magasin och rektorsbostad) i Tun i Lidköpings kommun. Byggnaderna, som uppfördes 1771, 1781 och i början av 1800-talet, är byggnadsminne sedan den 5 augusti 1968.

## Historia
Prosten Jonas Silvius grundade på 1760-talet Tuns svenska och latinska skolor, för vilka inrättades en särskild stiftelse. Barnskolan inrättades år 1762 och latinska skolan, som var en internatskola, inrättades år 1765. En känd elev, som gått på skolan, är general Georg Carl von Döbeln. Äldst av de till stiftelsen hörande byggnaderna är det kvadratiska skolmagasinet, byggt 1771. Skolan, en envånig putsad stenbyggnad, ritad av Olof Tempelman, stod färdig tio år senare. Till anläggningen hör också den rödpanelade rektorsbostaden från 1800-talets tidigare del. Byggnaderna användes för Silvius skola fram till 1830 och var därefter under en lång tid folkskola. Det restaurerade skolhuset inrymmer nu bland annat Tunbygdens hembygdsmuseum.

## Beskrivning
Byggnadsminnet som går under namnet Silvii skola eller Prosten Silvius stiftelse (underförstått följande byggnader tillhöriga nämnda stiftelse), består av tre byggnader strax sydost om Tuns kyrka och intill vägen genom Tun (vid T-korsningen). På södra sidan vägen ligger ett vitputsat skolhus i sten, ritat av Olof Tempelman och uppfört 1780–1781. Omedelbart sydväst om skolhuset ligger en rödpanelad före detta rektorsbostad från 1800-talets tidigare del, samt det så kallade skolmagasinet från 1771 på norra sidan vägen, i sydvästra hörnet av kyrkogården. Skolhuset är en byggnad i rokokostil med skiffertäckt mansardtak, rektorsbostaden en timrad korsbyggnad och magasinet en kvadratisk byggnad med murad bottenvåning med envånig panelklädd överbyggnad med ekspåntäckt tälttak.
Till byggnaderna söder om vägen hör en stor tomt, bestående huvudsakligen av gräsmattor med spridda frukt- och lövträd och en syrenberså sydväst om skolhuset. Marken framför skolhuset består av en krattad grusyta. Mot vägen på skolhusets framsida löper en stenmur, framför skolhusets entré finns en järngrind flankerad av grindstolpar av sten krönta av stenklot. Tomten i övrigt avgränsas av ett modernt stängsel.

### Rektorsbostaden
Rektorsbostaden är en envånings korsbyggnad, troligen med liggtimmerstomme, klädd med faluröd lockpanel. Vindskidor och knutbrädor är svartmålade. Byggnaden har vita tvåluftsfönster med två rutor i varje båge. Sockeln är murad av natursten, fogad men ej putsad. Byggnadens sadeltak är täckt med enkupigt tegel.
Interiören har tapeter, golvmattor, köksinredning med mera från omkring 1950–1970-talen eftersom man inte ändrat inredningen sedan den sista hyresgästen flyttade ut. Hembygdsföreningen har möblerat rummen som en lärarbostad omkring sekelskiftet 1900. Salen används som samlingslokal med modernare stolar och bord. Vinden är oinredd bortsett från en inredd vindskammare.

### Skolbyggnaden
Skolbyggnaden är uppförd av tegelmurverk på en naturstensockel och en mindre källare finns under den centrala delen av huset. Ytterväggarna är slätputsade och avfärgade vita, sockeln putsad och avfärgad svart. Mellan fasad och sockel löper en "vattbräda", eller snarare dropplist, av kalksten, övermålad svart vid senare underhållsarbeten. Fönster- och dörrsnickerier är målade ljust grågula, medan plåtdetaljer på tak är gråmålade. Yttertaket består av skiffer i två olika fasoner som varvats och ger taket en särpräglad karaktär. Taket tycks utseendemässigt ej ha förändrats sedan åtminstone 1894, då ett fotografi visar samma läggningsteknik som idag.
Huset är invändigt i bottenvåningen slätputsat och väggarna målade med emulsionsfärg vid renoveringen 1998–1999. Vid 1950-talets restaurering användes troligen limfärg, färgsättningen från denna renovering behölls dock i huvudsak. Rummen är målade i olika pastellartade kulörer i grönt, gult och rosa. Väggarnas nedre fält är målade gråvita, avdelade av ett grått färgband eller trälist i nivå med fönstrens nederdel. Brädgolven slipades och såpskurades 1998–1999.
Övervåningen eller vinden är till synes helt nyinredd på 1950-talet. Planet upptas idag av ett helt stort rum som nyttjas som utställningslokal. Det får anses troligt att de båda gavelfönstren tidigare har hört till varsin kammare.

### Skolmagasinet
Skolmagasinet tillhörande Silvii skola är från 1771 och har kvadratisk plan och två våningar. Magasinet har en bottenvåning med murade väggar av huvudsakligen kalksten, murarna är endast fogstrukna, ej putsade. På murarna står en överbyggnad i stolpverkskonstruktion klädd med faluröd lockpanel, över denna höjer sig ett tälttak täckt med sågade ekspån, så kallat kyrkspån. På sydöstra sidan finns i muren en pardörr i form av blåmålade dörrar klädda med breda brädor i fiskbensmönster. Övervåningen har mot sydväst ett fönster med fyra rutor i vitmålade bågar och mot nordost en vädringslucka med järngaller i öppningen. På vinden finns åt samma väderstreck en takkupa med trälucka och järngaller.
Bottenvåningen består av ett enda stort utrymme, golvet är täckt dels med cementplattor, dels takskifferplattor. En trätrappa leder upp till övervåningen och vidare till vinden. Övervåningen och vinden upptas helt av sädesbingar.

## Galleri

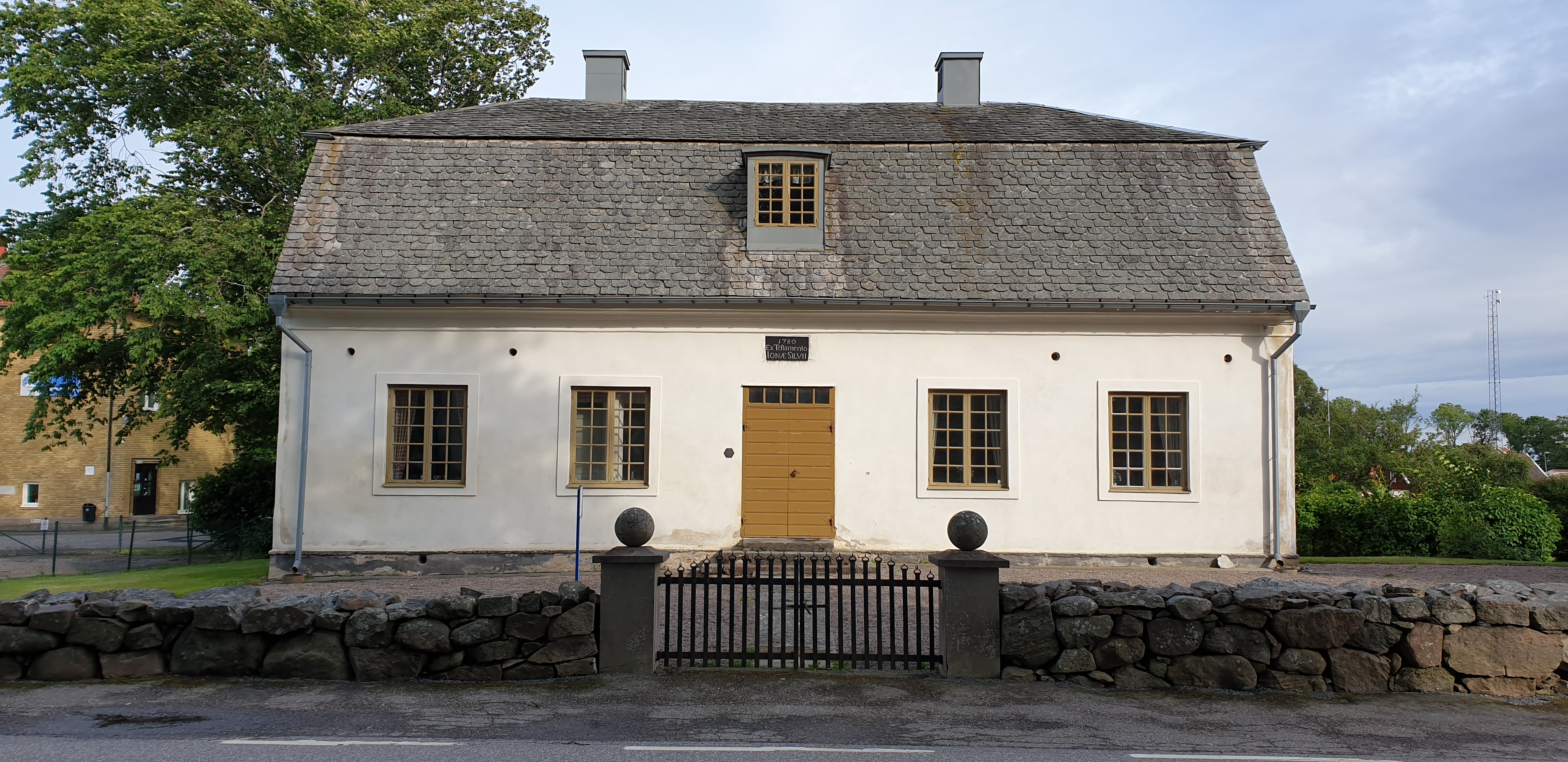
Skolbyggnaden.
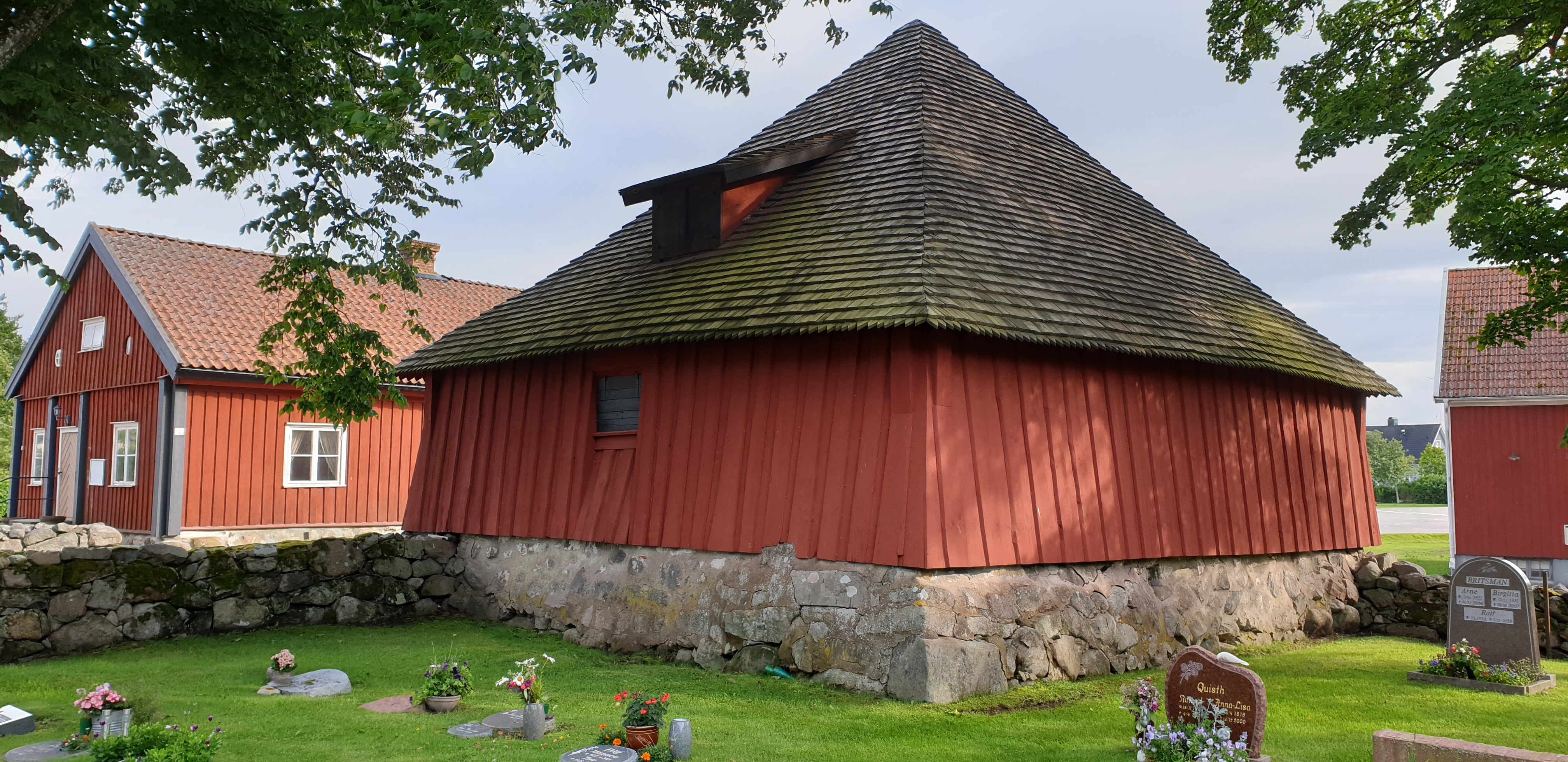
Skolmagasinet.